# Snezjnaja koroleva 2: Perezamorozka
Snezjnaja koroleva 2: Perezamorozka (russisk: Снежная королева 2: Перезаморозка) er en russisk animationsfilm fra 2015 af Aleksej Tsitsilin.

## Medvirkende
- Ivan Okhlobystin som Orm
- Garik Kharlamov som Arrog
- Nyusja som Gerda
- Valerija Nikolajeva som Alfida
- Dee Bradley Baker som Luta